# Desa Galis (administrativ by i Indonesien, lat -7,12, long 112,96)
Desa Galis är en administrativ by i Indonesien.   Den ligger i provinsen Jawa Timur, i den västra delen av landet, 700 km öster om huvudstaden Jakarta. Desa Galis ligger på ön Madura.